# 檸檬酸氫二鈉
檸檬酸氫二鈉，又稱枸櫞酸二鈉，是一種檸檬酸的酸式鹽，化學式：Na2C6H6O7，可用於食品加工作為抗氧化劑，亦可增強其他抗氧化劑的作用。該物質亦可作為酸度調節劑和螯合劑，常見的產品包括明膠、果醬、糖果、碳酸飲料、葡萄酒、加工乳酪都有它的存在。

檸檬酸二氫鈉可以減緩尿道感染所引起的不適。